# Eurata parishi
Eurata parishi är en fjärilsart som beskrevs av Rothschild 1911. Eurata parishi ingår i släktet Eurata och familjen björnspinnare. Inga underarter finns listade i Catalogue of Life.